# Paolo Bruschi
Paolo Bruschi (Carrara, 3 aprile 1945) è un allenatore di calcio ed ex calciatore svedese, fino al 1969 cittadino italiano, di ruolo difensore.

## Biografia
Sposato con Giancarla, ha avuto due figlie, Claudia e Silvia.

## Caratteristiche tecniche
Difensore solido, era veloce, buono nel gioco di testa e aveva una buona lettura del gioco ma non era un calciatore tecnico e la sua forma fisica non era delle migliori.

## Carriera
Nasce a Carrara nel 1945, ma nel 1949 si trasferisce in Svezia, a Västerås. Nel 1959 entra nelle giovanili dello Juventus IF, una società svedese di Västerås fondata da tifosi della Juventus. Nel 1962 passa all'IFK Västerås, società con la quale disputa il campionato di seconda divisione nel 1964, alla fine del quale la squadra retrocede in terza divisione. Nel 1966 si trasferisce al Västerås SK, prima squadra cittadina che gioca in seconda divisione. Dopo tre campionati di seconda divisione, nel 1968 il club retrocede in terza categoria.
Nel gennaio del 1969 Bruschi passa all'AIK di Stoccolma e in seguito prende la cittadinanza svedese. Esordisce il 13 aprile del 1969 contro lo Jönköping (0-0). Conclude la prima stagione scendendo in campo 14 volte. Durante questa stagione Bruschi realizza il suo unico gol nel campionato svedese: il 13 agosto del 1970 realizza il gol della bandiera contro il Malmö, sfida persa 5-1. Nel 1971 gioca solamente quattro incontri, terminando la sua esperienza in prima divisione con 36 presenze e 1 rete in tre anni. Avendo preso la cittadinanza svedese nel 1969, è obbligato a fare il servizio militare nella città di Strängnäs nell'estate del 1971, non potendo più giocare in prima divisione con l'AIK. In quel periodo la squadra vanta calciatori come Ove Ohlsson, Kurt Andersson, Jim Nildén e Roland Grip e in seguito Bruschi disse che il suo allenatore Torsten Lindberg non era il migliore per la squadra, poiché era troppo passivo.
In seguito gioca per squadre minori come l'IK City, l'IFK Eskilstuna e il Fren, dove nel 1976 svolge il ruolo di giocatore-allenatore. Nel 1977 allena l'FK Rune per una sola annata. Fino al 1986 vive ad Eskilstuna e dal 1986 ad oggi vive a Västerås. Oggi è un fisioterapista. Si dedica soprattutto a hobby come il golf e la caccia, seguendo l'AIK attraverso la televisione e i giornali.